# Myroslaw Marynowytsch

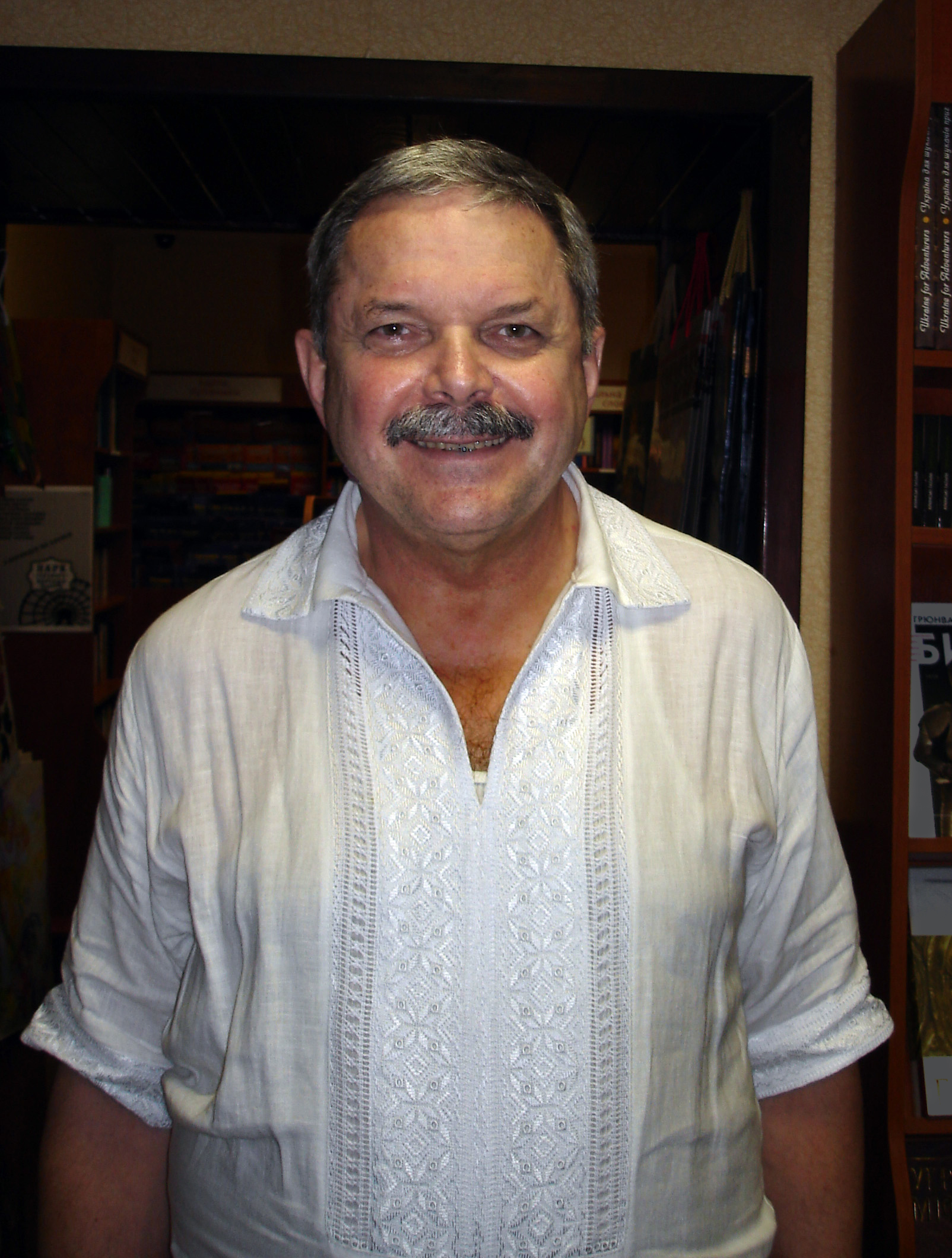
Myroslaw Marynowytsch

Myroslaw Frankovych Marynowytsch (ukr. Мирослав Франкович Маринович, * 4. Januar 1949 in Komarowice (Oblast Lwiw)) ist ein ukrainischer Journalist, Übersetzer, Pädagoge, stellvertretender Rektor der Ukrainischen Katholischen Universität Lemberg, Mitbegründer der ukrainischen Helsinki-Gruppe und der ukrainischen Amnesty International, ehemaliger Vorsitzender des ukrainischen P.E.N.-Klubs und Träger des Ordens der Freiheit der Ukraine.

## Biografie
Er entstammt einer frommen ukrainischen Familie, sein Großvater war Geistlicher der Ukrainischen Griechisch-katholischen Kirche. Er besuchte die Mittelschule in Drohobytsch und die örtliche Musikschule.
Er studierte 1967–1972 Elektrotechnik an der Lemberger Polytechnischen Hochschule, wurde jedoch wegen kritischer Aussagen über die sowjetischen Zustände schikaniert.
Nach dem Studium wurde Marynowytsch in den „Positron“-Werken in Iwano-Frankiwsk als Übersetzer englischer Texte angestellt. Dort traf er antikommunistische Dissidenten aus Lemberg und Kiew.
Am 22. Mai 1973 wurde er zum ersten Mal festgenommen, als er in Kiew Blumen am Taras-Schewtschenko-Denkmal niederlegte. 1973–1974 wurde er zum Militärdienst in Wologda berufen. 1974 kam Marynowytsch nach Kiew, wo er als technischer Redakteur im Zeitschriftenverlag angestellt wurde. Nach Forderung des Sicherheitsdienstes wurde jedoch bald entlassen und war eine Zeitlang arbeitslos.
Am 9. November 1976 gründete er gemeinsam mit Mykola Matussewytsch, Mykola Rudenko, Pjotr Grigorenko u. a. die ukrainische Zweigstelle der Helsinki-Gruppe der Menschenrechtler. Seitdem wurde er ständig vom Sicherheitsdienst überwacht und bedroht.
Am 23. April 1977 wurde er zu 7 Jahren Zwangsarbeit in Russland und 5 Jahre Verbannung in Kasachstan verurteilt.
1987–1990 arbeitete er in der Erdölraffinerie in Drohobytsch.
Nach dem Zerfall der Sowjetunion 1990 wurde er wissenschaftlicher Mitarbeiter am Osteuropa-Institut in Kiew. War 1991 Mitbegründer der ukrainischen Amnesty International.
Zwischen 1991 und 1996 hielt er Vorlesungen über die Geschichte des Christentums am Drohobytscher Pädagogischen Institut und am Drohobytscher Verwaltungsinstitut.
1996 erhielt er ein Stipendium zum Studium an der Columbia University in New York, danach 1999 ein Stipendium des Instituts für Ostforschung an der Katholischen Radboud-Universität Nijmegen. 1997 gründete er das Institut für Religion und Gesellschaft an der Theologischen Akademie in Lemberg, die später in die Katholische Akademie verwandelt wurde. Seit 2007 bekleidet er den Posten des Vizerektors dieser Hochschule.
Seit 2004 ist er Mitglied des Redaktionskomitees der Lemberger Zeitschrift „Ji“. Seit 31. Dezember 2008 ist er Träger des Ordens der Freiheit und vom September 2010 bis September 2016 war er Vorsitzender des ukrainischen P.E.N.-Klubs.

## Werke (Auswahl)
- М. Маринович. Права людини. (Menschenrechte) Київ: Демос-центр 1993, 44 с.
- Myroslaw Marynowytch. Ökumenische Prozesse in der Ukraine (Sonderdruck. Institut für Religion und Gesellschaft an der Ukrainischen Griechisch-Katholischen Theologischen Akademie. Lwiw/Ukraine) 1999, 59 с.
- Myroslav Marynovych. An Ecumenist Analyzes the History and Prospects of Religion in Ukraine. Lviv: Ukrainian Catholic University Press 2004, 89 с.
- M. Marynowytsch, Die ukrainische Idee und das Christentum oder das Herumtummeln der bunten Rosse der Apokalypse. Aus dem Ukr. von Günter Korzak. Jena 2015.
- M. Marynowytsch, Das Universum hinter dem Stacheldraht – Memoiren eines sowjet-ukrainischen Dissidenten. Mit Vorwort von Timothy Snyder und Nachwort von Max Hartmann. Ibidem-Verlag 2023. ISBN 978-3-8382-1806-9.